# 코드분할다중접속
코드분할다중접속(영어: Code-Division Multiple Access, CDMA)은 이동 통신에서 코드를 이용한 다중접속 기술의 하나이다. 1996년 한국이동통신(현 SK텔레콤)에서 최초로 상용화되었다.

## 역사
한국이동통신(현 SK텔레콤)은 1996년에 세계 최초로 CDMA를 기반으로 한 이동통신 서비스를 상용화하였다.
CDMA는 미국의 퀄컴에서 기술규격을 개발하여, 1989년 샌디에이고에서 최초로 CDMA 기술을 이용한 통화시험에 성공하였다. 1993년 CDMA 기술 규격인 IS-95A가 정립되었으며, 1995년 9월 홍콩에서 허치슨텔레콤에 의해 상용화하였다. 1997년에 이르러 전 세계 가입자 수는 700 ~800백만이었다. 1998년 LG텔레콤(현.LG유플러스)은 CDMA 데이터 서비스를 시작하였다. 1999년 전 세계 가입자는 5000만명으로 늘었다. 2000년 CDMA 2000 1x EV/가 3세대 이동통신 규격으로 국제시장에 출시되었지만, KT의 경우, 4G LTE 주파수 재배치의 일환으로, 2012년 3월초에 2G PCS 서비스를 전국적으로 일제히 종료하였다.
더욱이, SK텔레콤의 경우, 2020년 7월 27일에 2G 서비스를 최종적으로 종료하였다. 이는, 시스템 노후화가 심해 통신망 장애 문제가 우려되고, 핵심부품의 단종으로 인한 유지보수의 불가로, 정상적인 서비스를 계속적으로 유지하기가 곤란하다는 전제 조건으로, 2G 서비스 종료를 단행하여, LG유플러스도 이듬해인 2021년 6월 말에 최종적으로 종료한 바 있다.

## 기술 개요
코드분할다중접속은 코드를 이용하여 하나의 셀에 다중의 사용자가 접속할 수 있도록 하는 기술이다. 이동통신은 제한된 주파수 대역을 활용하여 다수가 통신을 하므로 다중접속 기술이 반드시 필요하다. 코드분할다중접속 이외의 기술 중 널리 사용되고 있는 기술로는 GSM에서 사용되고 있는 시분할다중접속(TDMA)가 있다.
코드분할다중접속은 동일한 주파수 대역에서 다중의 사용자가 동시에 접속할 수 있도록 코드화한 신호를 대역 확산하여 전송한다. 단말기는 확산된 신호를 디코드하여 복조함으로써 사용자가 서비스를 이용할 수 있도록 한다.

### 다중접속의 종류와 CDMA

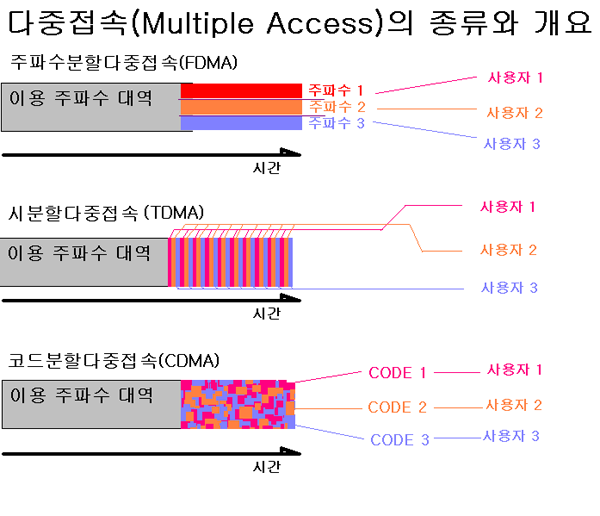
다중접속의 종류와 개요

다중접속(Multiple Access)은 동일한 주파수 대역에 다수의 사용자가 서비스에 접속할 수 있도록 하는 기술이다. 다중접속은 기술 규격에 따라 다음과 같이 나뉜다. 기술 별 다중 접속의 대략적 개념은 오른쪽 그림에서 참조할 수 있다.
- 시분할다중접속(TDMA, Time Division Multiple Access),
- 주파수분할다중접속(FDMA, Frequency Division Multiple Access)
- 코드분할다중접속(CDMA, Code Division Multiple Access)

TDMA는 GSM의 기반기술로 상용화되었다. CDMA는 대한민국 등에서 사용된다. 주파수 사용의 효율성이 낮은 FDMA는 더 이상 사용되지 않는다.

### 대역확산과 코드화
대역 확산 기술은 일반적으로 전송할 정보신호의 대역폭보다 훨씬 큰 대역폭을 통해서 정보를 전달하는 기술이다. 이러한 방식을 통해 정보의 다중화와 고속처리가 가능해진다. 대역확산에는 주파수를 변조하는 주파수 도약과 동일 주파수 내에서 변조되는 직접 확산의 방식이 있다. CDMA는 직접확산 방식을 사용하고 있다. 이를 수학적으로 표현하면 아래와 같다.

s(t)Acos(ωet+Φ)

s(t): 확산용 코드   Acos(ωet+Φ):신호
위 수학적 표현의 통신상 의미는 결국 비교적 큰 신호인 통신 신호를 아주 작고 무작위적인 코드신호로 곱하여 변조시킨다는 것이다. 신호 변조의 개념도는 아래의 그림과 같다. 아래의 그림에서 제일 위는 전달하고자 하는 신호를 가운데는 코드를 나타낸다. 제일 아래는 두 신호를 XOR시킨 결과 변조된 신호이다. 이렇게 변조된 신호가 송출되게 된다.

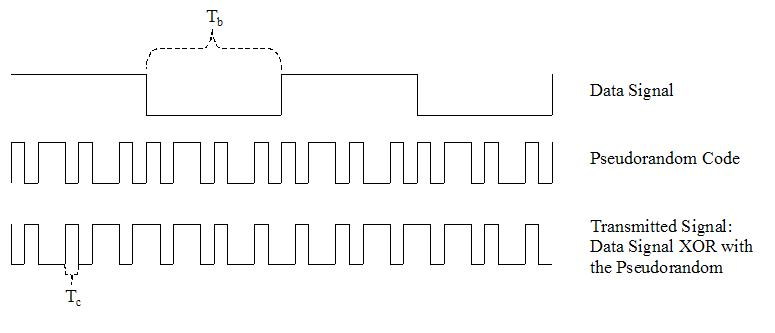
코드에 의한 신호 변조

변조에 사용되는 코드가 다르면 변조된 결과도 다르게 되므로, 사용자마다 다른 확산용 코드를 부여하여 하나의 주파수 대역 내에서 여러 명의 사용자가 통신을 이용할 수 있다. 이를 다중화라 한다.
다중화에 사용되는 코드는 되도록 백색잡음과 같이 무작위적이어야 한다. 코드가 일정한 경향을 가질 경우 충분히 많은 사용자가 동시에 접속하면 혼선이 있을 수 있기 때문이다. 따라서 CDMA에서는 상호상관(Cross-Correlation)이 거의 없는 일종의 무작위 신호를 코드로 사용한다. 이 코드를 생성하는 기술의 특허는 퀄컴이 소유하고 있다.

## 기술 특징
CDMA의 특징으로는 다음과 같다.
- 개인간의 간섭/보안에 강하다. 코드화된 특정 사용자의 신호는 다른 사용자에게는 잡음으로 인식된다.
- 셀(cell, 무선 통신에서의 기지국-단말기 간의 통신 단위) 설계가 쉽다. 코드화된 신호를 직접 확산함으로 인접 기지국 사이의 신호 간섭이 적다.
- 소프트 핸드오프가 가능하다.
- 단말기 소비전력이 적은 편이다.
- 레이크 수신기(지연이 있는 신호를 구분할 수 있는 수신기)를 사용할 수 있다.
- 단말기와 기지국 간에 시간이 정확하게 동기화되어 있어야 한다.

실제적으로는 몇 개의 채널(파일럿, 동기, 통화 등)로 구분되어 있어서, 파일럿 채널을 통해 단말기와 기지국 사이에 기본적인 확인을 하고 동기 채널에서 코드 동기화를 하여 통화채널로 음성 데이터를 보내는 구조를 가지고 있다.

## 기술 진화
기존의 IS-95 방식에서 현재는 CDMA2000과 같은 보다 고속의 데이터 통신을 위한 방식이 등장하고 있으며, 이들 근본 기술에 대한 칩셋 설계와 관련 기술 특허는 퀄컴이 가지고 있기 때문에 현재 이에 대한 로열티를 지불하고 있다.

## 같이 보기
- 이동 통신
- 무선 네트워킹
- 퀄컴
- PN Sequences